# Gänserndorfer Straße
Die Gänserndorfer Straße B220 ist eine Landesstraße B und ehemalige Bundesstraße im Bezirk Gänserndorf in Niederösterreich. Sie führt auf einer Länge von 18,1 km von Gänserndorf nach Kollnbrunn und wird dabei Weidenbach und der Lokalbahn Gänserndorf–Mistelbach begleitet.
Zusammen mit der Staatzer Straße (B46) und der Brünner Straße (B7) stellt sie die Verbindung zwischen den beiden Bezirkshauptstädten Mistelbach und Gänserndorf her.

## Geschichte
Die Gänserndorfer Straße führte ursprünglich von Orth an der Donau über Gänserndorf nach Kollnbrunn und gehörte ab dem 1. April 1959 zum Netz der Bundesstraßen in Österreich. 2002 erfolgte die Übertragung in die Landesverwaltung.